# هری آلپورت
هری آلپورت (انگلیسی: Harry Allport؛ زادهٔ ۱۸۷۳) بازیکن فوتبال اهل بریتانیا است.
از باشگاه‌هایی که در آن بازی کرده‌است می‌توان به باشگاه فوتبال میدلزبرو اشاره کرد.